# Euphylliidae
Euphylliidae es una familia de corales marinos que pertenecen al orden Scleractinia, de la clase Anthozoa. 
Esta familia ha sido objeto de revisiones y reclasificaciones taxonómicas recientes. De hecho, J.E.N. Veron, biólogo marino, y uno de los más reputados expertos mundiales en corales, separó en el año 2000 la, hasta entonces, subfamilia Euphyllidae de la familia Caryophylliidae; incluyendo en la misma los géneros Euphyllia, Catalaphyllia, Nemenzophyllia, Physogyra y Plerogyra, que aún actualmente aparecen en ciertas clasificaciones (UICN e ITIS, por ejemplo) como integrantes de la misma. En este artículo, se adopta la clasificación del Registro Mundial de Especies Marinas.
Son corales hermatípicos, ya que poseen esqueletos de carbonato cálcico y algas zooxantelas.
Habitan los arrecifes de coral de aguas poco profundas y soleadas. Se distribuyen en el océano Indo-Pacífico, desde Mozambique, incluyendo el mar Rojo, hasta el sur de Japón, norte de Australia y las islas Fiyi.
Sus especies están incluidas en el Apéndice II de CITES, e incluidas en muchas áreas marinas protegidas. Algunos son de los corales más populares y solicitados en acuariofilia marina.

## Géneros
El Registro Mundial de Especies Marinas acepta actualmente los siguientes géneros en la familia:
- Catalaphyllia. Wells, 1971
- Ctenella. Matthai, 1928
- Euphyllia. Dana, 1846
- Galaxea. Milne Edwards, 1857
- Gyrosmilia. Milne Edwards & Haime, 1851
- Montigyra. Matthai, 1928
- Simplastrea. Umbgrove, 1939

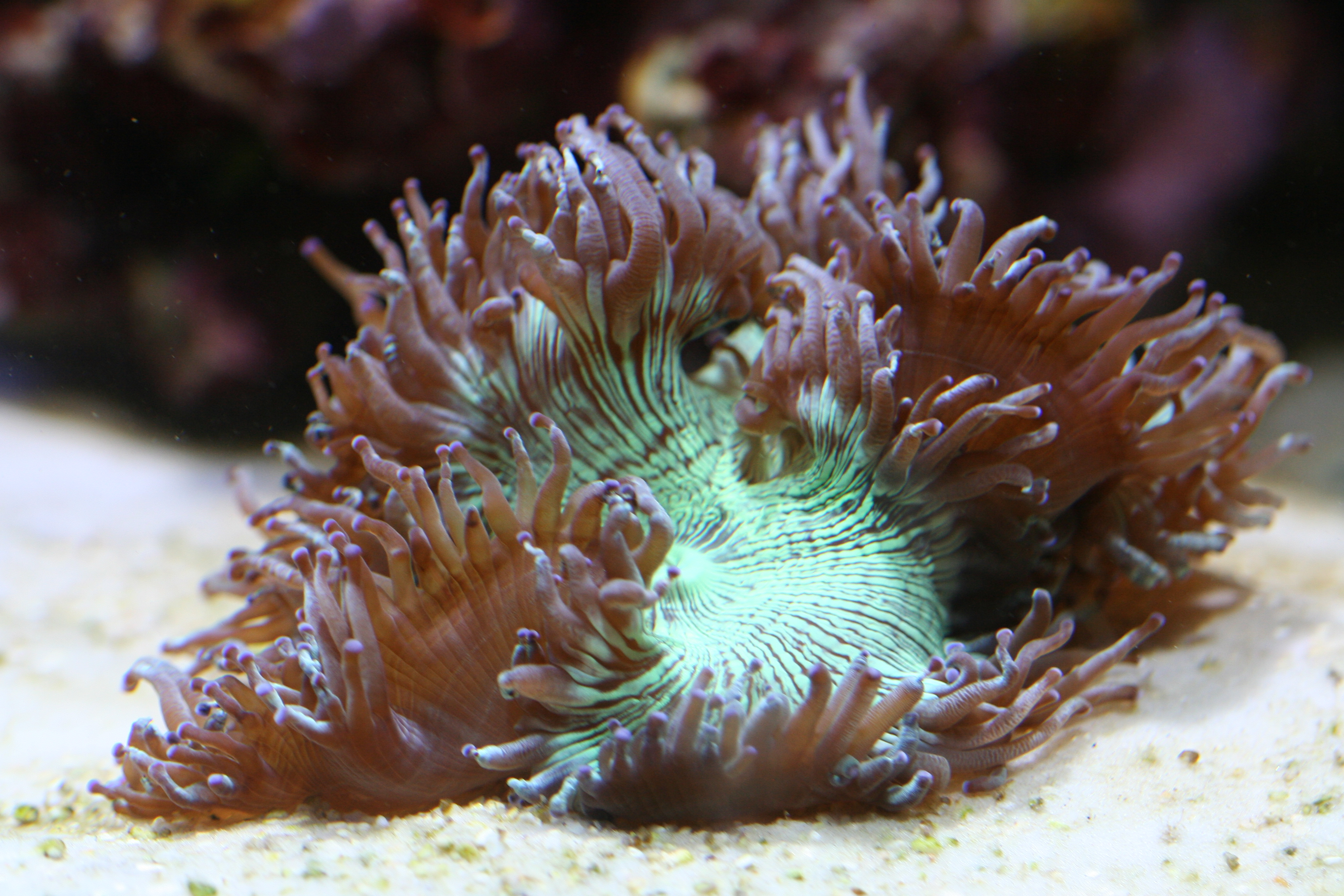
Catalaphyllia jardinei
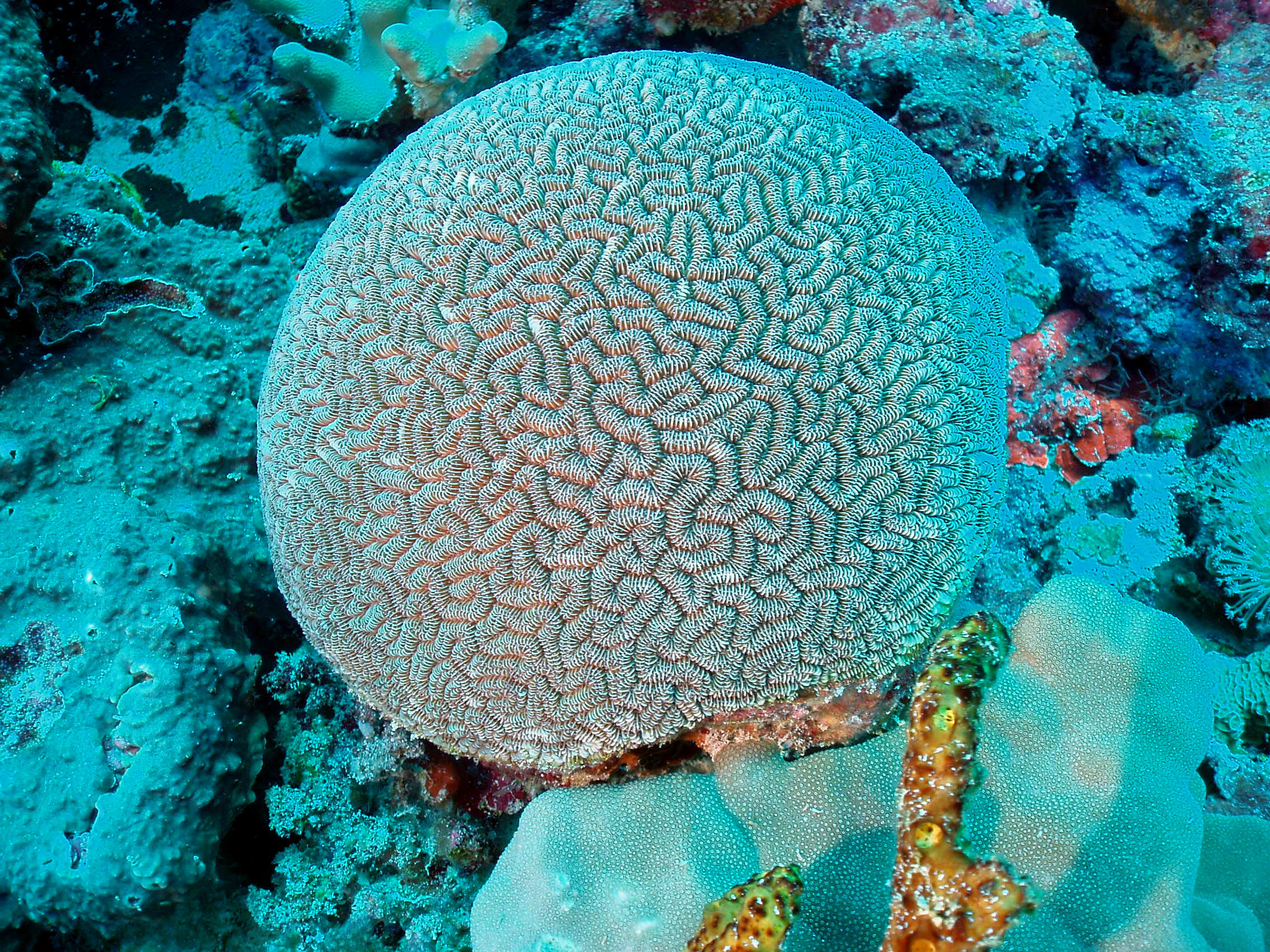
Ctenella chagius
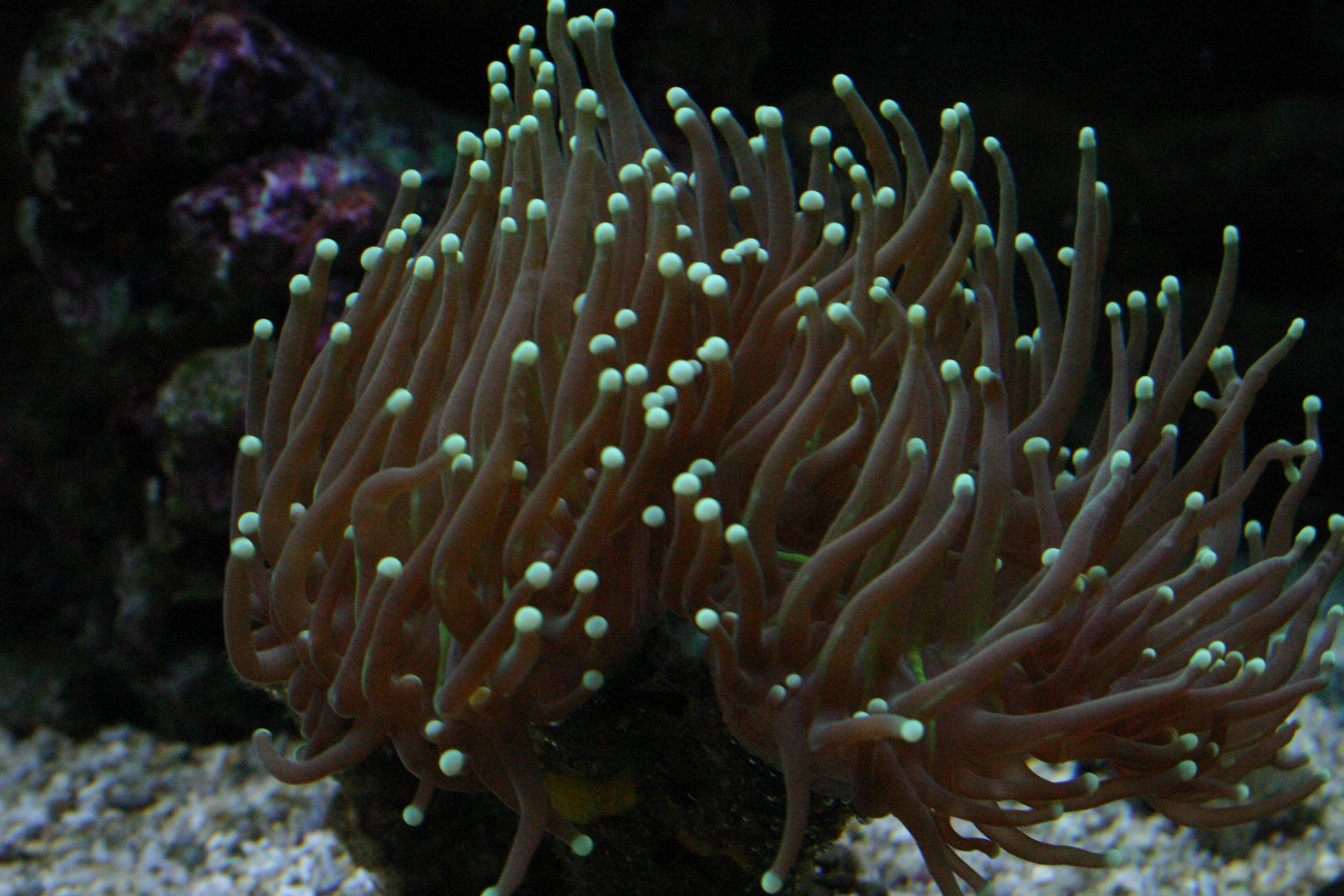
Euphyllia glabrescens
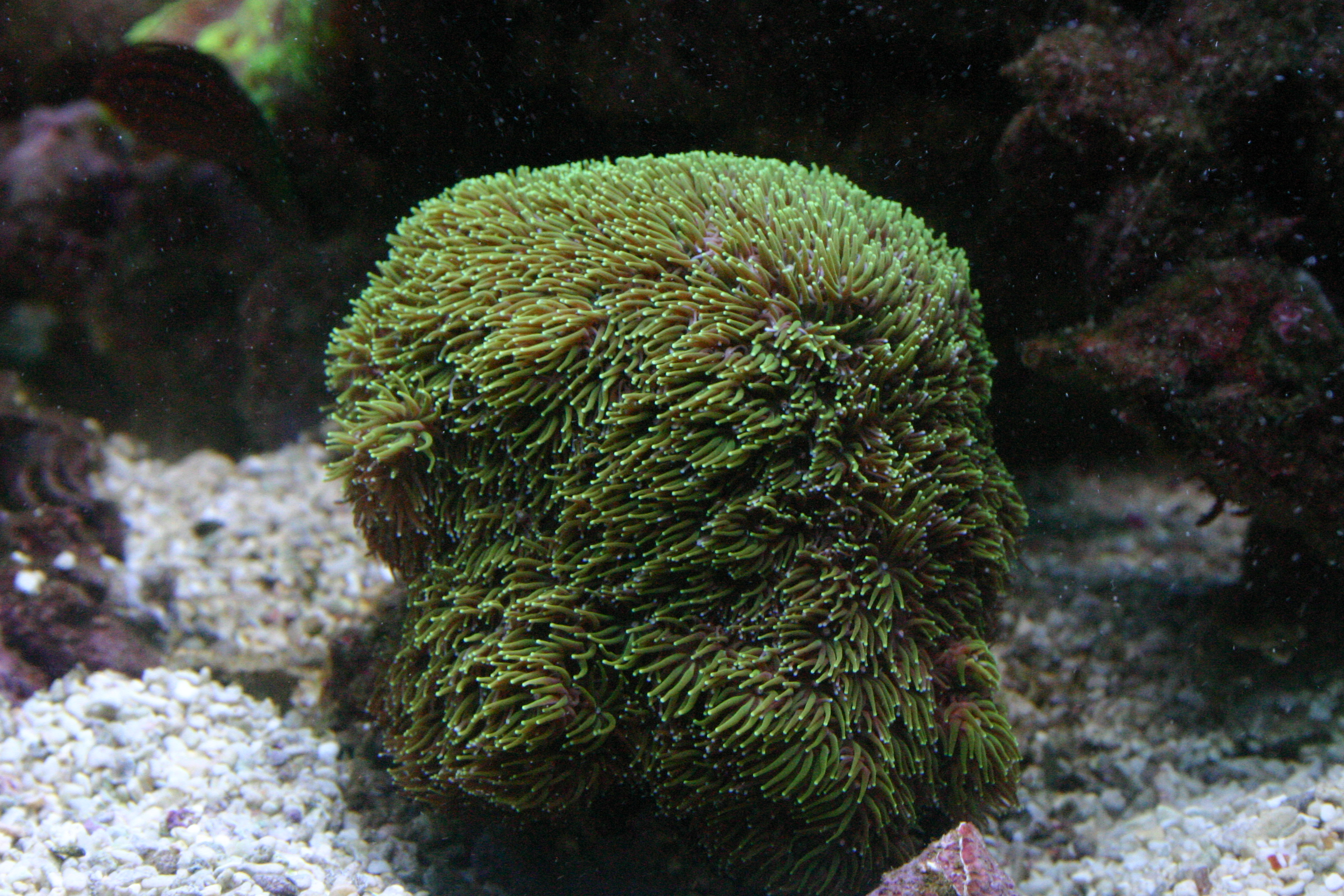
Galaxea fascicularis